# Себечов
Себечов (укр. Себечів, до 1989 г. — Красноселье) — село в Белзской городской общине Шептицкого района Львовской области Украины.
Население по переписи 2001 года составляло 781 человек. Занимает площадь 2,974 км². Почтовый индекс — 80045. Телефонный код — 3257.